# Đảo Pitt
Đảo Pitt là hòn đào lớn thứ 2 trong quần đảo Chatham, một lãnh thổ của New Zealand. Nó được gọi là Rangiauria trong Māori và Rangiaotea trong Moriori.
Đảo Pitt có diện tích 65 kilômét vuông (25 dặm vuông Anh). Nó nằm cách 770 kilômét (480 mi)  về phía đông hòn đảo chính của New Zealand và khoảng 20 kilômét (12 mi) về phía đông nam của đảo Chatham, từ đó nó đã bị ngăn cách bởi eo biển Pitt. Đảo này có rất nhiều đồi núi, nơi cao nhất (Waihere Head) có đạo cao 231 mét (758 ft) so với mực nước biển. Tính đến 2011, đảo có số dân khoảng 38 người.